# زنان در امارات متحده عربی
زنان در امارات متحده عربی به زنانی اشاره دارد که در کشور امارات متحده عربی زاده شده‌اند یا در این کشور زندگی می‌کنند. شرایط اجتماعی زنان این کشور شباهت‌هایی به شرایط زنان در دیگر کشورهای جهان سوم دارد و همچنان قوانینی بر ضد زنان در این کشور وجود دارد. برای نمونه، زنان این کشور باید از یک سرپرست مرد برای ازدواج اجازه بگیرند. با این حال، در سال‌های اخیر قوانینی تصویب شدند که آزادی‌های اجتماعی و کاری بیشتری به زنان می‌دهند. عدالت و آزادی‌های بیشتر برای زنان به اقتصاد کشور و شرایط کلی کشور کمک شایانی کرده‌است به نحوی که بسیاری از زنان کارآفرین و سرشناس از کشورهای همسایه به این کشور جذب شده‌اند.
در امارت نهادهایی برای حمایت از زنان توسط دولت تأسیس شده‌است.
آموزش زنان در امارات رشد چشمگیری داشته‌است و گزارشی در سال ۲۰۰۷ در مورد پیشرفت اهداف توسعه هزاره در امارات متحده عربی منتشر شد که این گزارش نشان میداد که سهم زنان در آموزش عالی به میزان قابل توجهی افزایش یافته‌است؛ به نحوی که چنین پیشرفتی در میان هیچکدام از کشورهای دیگر جهان حاصل نشده‌است. همچنین در طی سال‌های ۱۹۹۰ تا ۲۰۰۴ تعداد دانشجویان زن نسبت به مردان دو برابر افزایش داشته‌است.

## آموزش
گزارشی در سال ۲۰۰۷ در مورد پیشرفت اهداف توسعه هزاره در امارات متحده عربی منتشر شد که بر اساس آن، مشخص شد سهم زنان در آموزش عالی به میزان قابل توجهی افزایش یافته‌است به نحوی که در هیچ کشور دیگری در جهان چنین پیشرفتی حاصل نشده‌است. در طی سال‌های ۱۹۹۰ تا ۲۰۰۴ تعداد دانشجویان زن نسبت به پسران دو برابر افزایش داشته‌است.

## در سیاست
تعداد زنان شاغل در حکومت امارات و زنان سیاست‌مدار اماراتی، در دهه‌های اخیر، مخصوصاً پس از سال ۲۰۰۰، رشد بسیاری داشته‌است. هرچند قابل قیاس با کشورهای توسعه یافته نیست.